# Siegfried Palm
Siegfried Palm (Barmen, 25 aprile 1927 – Frechen, 6 giugno 2005) è stato un violoncellista tedesco.

## Biografia
Figlio di un violoncellista di una orchestra locale, a sua volta allievo di Julius Klengel, a sei anni fu introdotto dal padre allo studio dello strumento. A nove anni dava concerti in pubblico, e durante la seconda guerra mondiale suonava negli ospedali, salvandosi così dalla rischiosa coscrizione obbligatoria degli ultimi mesi del regime nazista.
Dopo aver lavorato in alcune orchestre, si perfezionò sotto la guida di Enrico Mainardi dal 1950 al 1953. Rimasto con l'orchestra di Amburgo fino al 1962, andò all'orchestra della radio di Colonia e alla Staatliche Hochschule für Musik dove nel 1972 fu nominato direttore.
Fu anche direttore generale alla Deutsche Oper di Berlino.
Oltre all'attività orchestrale fu membro di vari gruppi per la musica da camera: in duo con Aloys Kontarsky, in trio per piano con Max Rostal e Heinz Schröter e più tardi con Bruno Canino e Saschko Gawriloff,
Coprì la carica di presidente in varie istituzioni: International Society for Contemporary Music, Deutsche Gesellschaft Für Neue Musik, European String Teachers' Association.
Particolarmente interessato alla musica d'avanguardia del Novecento, molti compositori scrissero opere per lui, talvolta con una dedica nel titolo: Becker, Benguerel, Blacher, Delas, Engelmann, Feldman, Fortner, Halffter, Kagel, Kelemen, Liebermann, Ligeti, Medek, Reimann, Rihm, Sinopoli e Yun.
Dotato di una grande tecnica, che contribuì a migliorare suonando per primo lavori giudicati ineseguibili, di lui si diceva che potesse suonare qualsiasi cosa gli fosse proposta. Anziché discutere coi compositori cercando di indurli a semplificare le sfide tecniche, faceva ogni sforzo per riuscire a rispettare i loro intenti.